# Zapata (półwysep)
Península de Zapata – nizinny półwysep w południowej części Kuby o długości 100 km oraz szerokości dochodzącej do 40 km. 
Półwysep Zapata stanowi część rozległych bagien Ciénaga Occidental de Zapata. 
Na półwyspie znajdują się liczne pokłady torfu, a natomiast na brzegach występują namorzyny.
Mieszkańcy półwyspu zajmują się hodowlą krokodyli oraz wypalaniem węgla drzewnego.